# Zosippus
Zosippus is een geslacht van wantsen uit de familie van de Miridae (Blindwantsen). Het geslacht werd voor het eerst wetenschappelijk beschreven door William Lucas Distant in 1883.

## Soorten
Het genus bevat de volgende soorten:

- Zosippus gibbus Distant, 1893
- Zosippus inhonestus Distant, 1883